# Einmal eine große Dame sein (1934)
Einmal eine große Dame sein ist eine deutsche Filmkomödie und Tonfilmoperette aus dem Jahr 1934 der UFA, die unter der Regie von Jürgen von Alten entstand. Die Hauptrollen verkörperten Käthe von Nagy, Wolf Albach-Retty, Ida Wüst und Gustav Waldau.

## Handlung
Kitty Holm, eine Sekretärin in dem Autohaus Hoppe & Co, zeltet mit ihren Freundinnen Hilde und Franzi am Wochenende regelmäßig an einem See. Am Montag erwartet die jungen Frauen wieder der Alltag und sie müssen zur Arbeit gehen. Alle hoffen auf ihr Glück und haben Träume und Vorstellungen, wie die persönliche Zukunft einmal aussehen soll. Kitty bewegt dabei der Wunsch, einmal eine „große Dame“ zu sein.
Als Kitty eines Tages über die Mittagspause alleine in der Autohausfiliale arbeitet, erscheint Ria Thurner, die Tochter eines reichen Baumwollfarmers aus Australien, um dort ein Fahrzeug zu erwerben. Sie kauft spontan  ein dort stehendes Mercedes Cabrio und bezahlt den Kaufpreis in Höhe von 40.000 RM mit einem Scheck ihres Vaters. Ria bittet Kitty, den Wagen nach Sophienbad zu überführen, weil sie in Berlin noch Verpflichtungen wahrnehmen müsse. Bevor Kitty starten kann, lädt Ria sie noch zu einer Modenschau ein und schenkt ihr dort ein vornehmes Kleid.
Beim Überführen des luxuriösen Autos lernt sie in Sophienbad zufällig Baron Heinz von Wolfenstein kennen und gibt sich ihm gegenüber als Gräfin Holm aus. Sie findet Freude daran, die „große Dame“ zu spielen und logiert sich dort in einem Luxushotel als Gräfin ein. Nach einem gemeinsamen Abendessen mit den Eltern von Heinz wird Kitty bewusst, dass ihr Schwindel bald auffliegen kann. Inzwischen hat Ria Thurner den Bruder von Heinz kennen und lieben gelernt. Baron Wolf von Wolfenstein hält um Hand von Ria bei ihrem Vater Mister Thurner an. Er gibt beiden seinen Segen.
Nachdem Kitty fluchtartig aus Angst, als Hochstaplerin entdeckt zu werden, von der Abendeinladung bei Baron und Baronin Wolfenstein geflüchtet ist, treffen sie und Heinz sich noch einmal zu einer Abendveranstaltung mit Tanz in ihrem Hotel. Sie erblickt im Laufe des Abends ihre Kundin Ria Thurner und lässt Heinz von Wolfenstein abrupt unverrichteter Dinge stehen. Nachdem sie schnell gepackt hat, reist Kitty aus dem Hotel ab. Ria und Wolf von Wolfenstein sowie ihr Vater klären Heinz auf, dass Kitty in Wirklichkeit in einem Autohaus arbeitet und lediglich die Aufgabe hatte, das Cabrio von Ria zu überführen. Vater Thurner sichert Heinz zu, die Sache mit Kitty in Ordnung zu bringen.
Mister Thurner fädelt gemeinsam mit dem Filialleiter ein, dass Kitty ihre Stellung in dem Autohaus verliert. Gleichzeitig wird sie von einem ihr unbekannten Herrn dort abgeholt und gebeten, in ein Hotel zu kommen, um jemandem gegenübergestellt zu werden. Hier wartet bereits Ria Thurner auf Kitty und lädt sie zur Verlobungsfeier mit Baron von Wolfenstein ein. Kitty glaubt zunächst, dass Heinz von Wolfenstein der Verlobte ist. Auf der Feier am Abend stellt sie aber zu ihrer Überraschung fest, dass Bruder Wolf der Bräutigam ist. Sie wird von Heinz von Wolfenstein erwartet und beide fallen sich glücklich in die Arme. Einer Heirat von Kitty und Heinz steht nichts mehr im Weg.

## Produktionsnotizen
Die Dreharbeiten zu Einmal eine große Dame sein fanden von Anfang November 1933 bis Anfang Januar 1934 statt. Die Aufnahmen entstanden in den UFA-Ateliers in Neubabelsberg, dem heutigen Studio Babelsberg, in Potsdam. Die Uraufführung war am 10. Februar 1934 im Gloria-Palast in Berlin. Am 30. Januar 1934 erging durch die nationalsozialistische Filmprüfstelle ein Jugendverbot für den Film.
Die Bauten stammen von den Filmarchitekten Hans Sohnle und Otto Erdmann. Die Musik für den Film komponierte Franz Doelle, die mit Liedtexten von Bruno Balz versehen waren. Als Regieassistent ist Erich Kobler in den Quellen verzeichnet. Die Aufnahmeleitung der Produktion hatte Ernst Körner, Produktionsassistent war Erich Holder.
Parallel zur deutschen Produktion wurde unter Mitwirkung von Serge Véber durch die Ufa mit der gleichen deutschen Produktionsmannschaft auch ein französischsprachiger Versionenfilm unter dem Titel Un jour viendra fertig gestellt. In der französischen Fassung übernahm die Französisch sprechende Käthe von Nagy (als Kate de Nagy) ebenfalls die Rolle der Kitty Holm, während die Rolle des Heinz von Wolfenstein (Rollentitel in der französischen Version Henri de Langillier) von Jean-Pierre Aumont gespielt wurde.
Der Regisseur Gerhard Lamprecht von Einmal eine große Dame sein drehte bereits in den 1920er-Jahren erste Stummfilme. Sein bekanntes und wahrscheinlich auch wichtiges Werk war jedoch 1931 die Verfilmung von Emil und die Detektive nach dem gleichnamigen Roman von Erich Kästner.
Anlässlich einer Retrospektive wurde Einmal eine große Dame sein auf den 63. Internationalen Filmfestspielen von Berlin noch einmal aufgeführt.

## Rezeption
„Der Zufall ermöglicht es einer kleinen Sekretärin, für einige Tage die noble Gräfin zu spielen. Der Mann, den sie damit vor allem beeindrucken will, durchschaut jedoch den Schwindel. Der Traum vom sorglosen Leben scheint ausgeträumt, das große Glück jedoch fängt erst an.“

„[…] Gerhard Lamprechts muntere Tonfilmoperette feiert einmal noch die eskapistischen Aufstiegsträume kleiner Ladenmädchen, wie man sie aus Erich Pommers Ufa-Komödien kennt. Karikaturen alten Adels und diensteifrigen Personals zitieren frühe Lubitsch-Grotesken, exaltierte Auf- und Untersichten sowie groteske Bildvergrößerungen den filmischen Expressionismus. […]“

„[…] Lamprechts 1933 gedrehte musikalische Komödie über soziale Aufstiegsträume zeigt die enge Zusammenarbeit des Regisseurs mit Frauen vor und hinter der Kamera. Stilistisch noch dem Weimarer Kino verhaftet, deuten sich in dem Film bereits die ideologischen Veränderungen der NS-Zeit in Bezug auf Genderrollen und Klasse an. […]“